# Brzydota

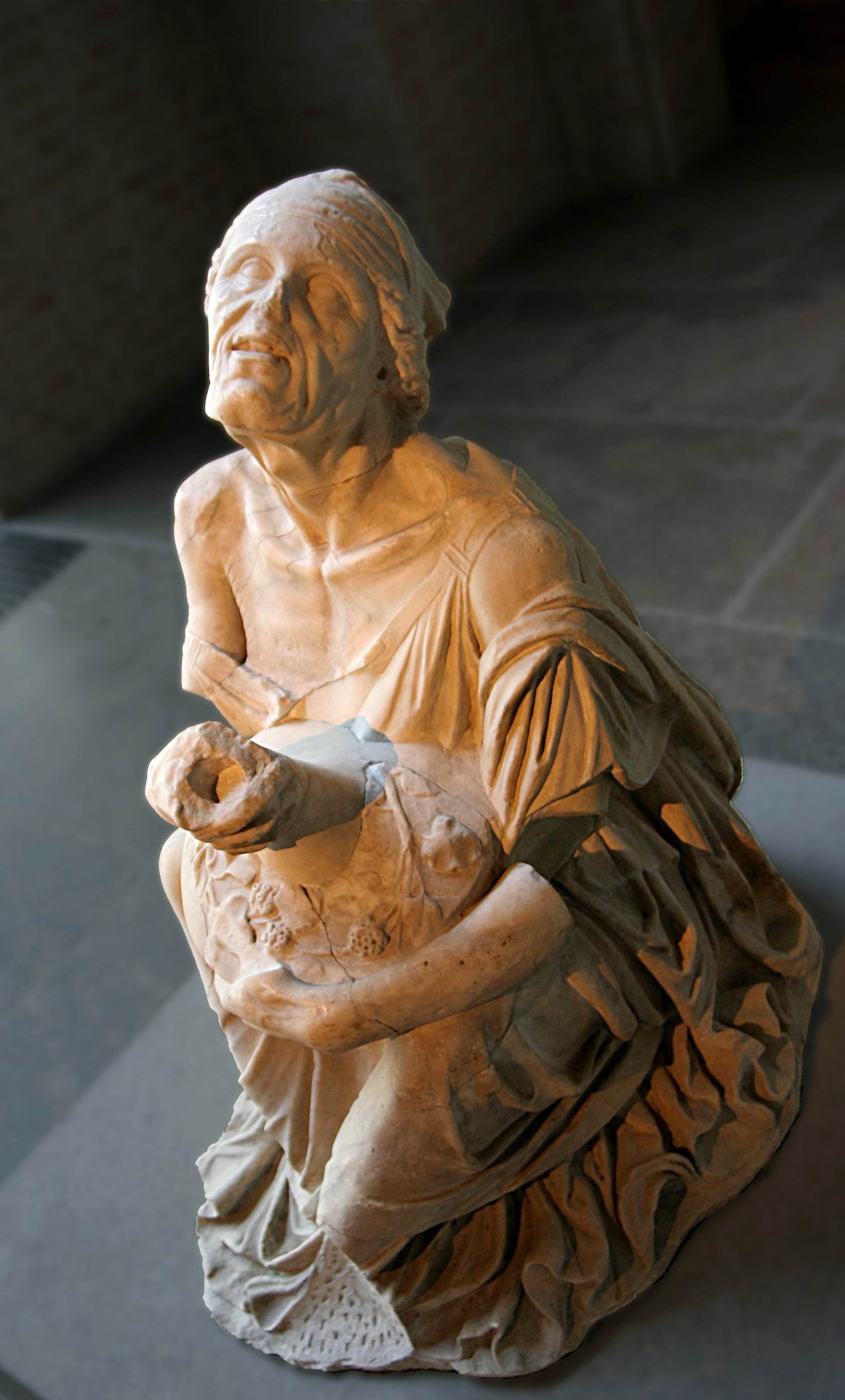
Stara pijaczka - wykorzystanie brzydoty w rzeźbie hellenistycznej

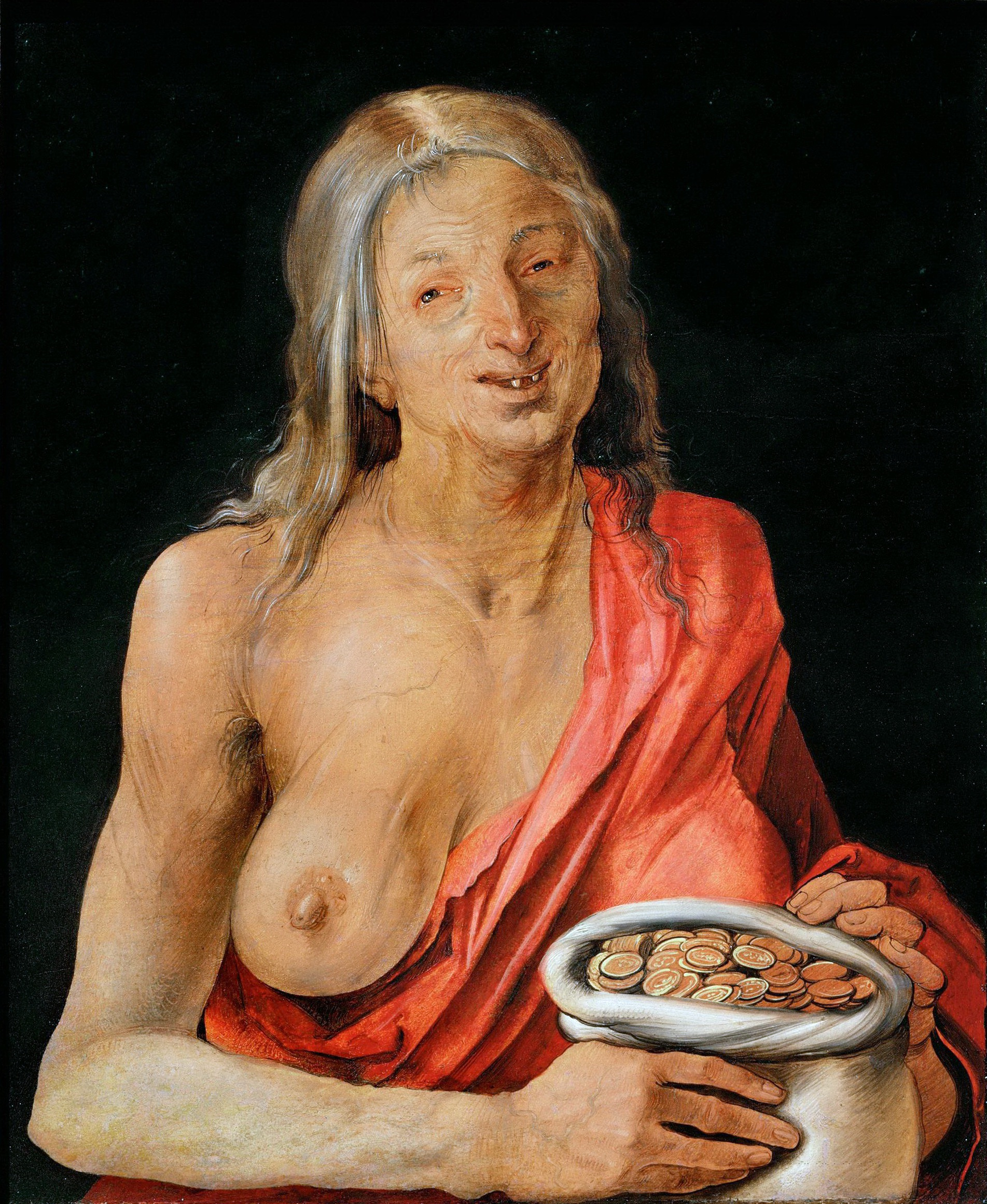
obraz Albrechta Dürera przedstawiający starą prostytutkę

Brzydota – jedna z kategorii estetycznych, określana najczęściej jako przeciwieństwo piękna i przypisywana tym zjawiskom i przedmiotom, które nie są piękne według kanonu piękna przyjętego w danym miejscu i czasie. W związku z tym historyczne zmiany rozumienia pojęcia brzydoty prawie zawsze łączą się ściśle z analogicznymi zmianami rozumienia pojęcia piękna – kiedy więc za piękne uznawano to, co symetryczne i harmonijne (jak np. w wieku XVIII), za brzydkie uznawano to, co niesymetryczne i dysharmonijne, kiedy kryterium piękna była funkcjonalność (jak np. w wielu prądach sztuki XX wieku), za brzydkie uznawano to, co niepraktyczne i niefunkcjonalne, kiedy była nim wartość moralna (jak np. w czasach wiktoriańskich), za brzydkie uznawano to co złe, zepsute i chorobliwe.

## Brzydota przedstawianego obiektu i brzydota dzieła
W starożytności utworzono obowiązujący aż do czasów współczesnych podział między brzydotą przedstawianego w dziele obiektu a brzydotą samego dzieła. W XX w. pojawiły się prądy w sztuce (jak np. pop-art lub dadaizm) próbujące znieść ten podział, operujące nie tylko przedstawieniem brzydkiego obiektu, ale też celowo posługujące się niedoskonałym wykonaniem lub materiałem.

## Funkcje estetyczne brzydoty
Brzydota w dziele sztuki może pełnić różne funkcje estetyczne. Jedną z częściej występujących jest funkcja komiczna. Może ona też silnie pobudzać wyobraźnię, z czym mamy do czynienia np. w grotesce. Może podnosić wartość ekspresywną lub impresywną dzieła. Inną funkcją brzydoty jest jej funkcja poznawcza, np. reprezentowanie obiektów typowych dla danej grupy zjawisk i postaw.

## Brzydota w różnych kierunkach artystycznych
Sztuka pierwotna (wbrew panującym wśród artystów XX w., np. kubistów, opiniom) nie zna kategorii brzydoty ani nie stosuje celowej deformacji. Celowe użycie deformacji lub realizmu werystycznego typu przy przedstawianiu obiektów wziętych z życia pojawiło się wraz ze sztuką hellenistyczną (tzw. "barok hellenistyczny"). Od tej pory użycie brzydoty obce było przede wszystkim rozmaitym prądom klasycyzującym (jak sztuka włoskiego renesansu, klasycyzm XVII i XVIII wieku, rokoko, akademizm). Występowało natomiast często w sztuce średniowiecznej (zwłaszcza XIV i XV wieku), w baroku, w naturalizmie i ekspresjonizmie – nie miała ona w nich jednak wartości samoistnej, ale pełniła pewne określone funkcje. W XIX wieku brzydotą zaczęto posługiwać się do przełamywania akademickich kanonów piękna – miało to miejsce zwłaszcza w realizmie i naturalizmie, które jednak (z wyjątkiem włoskiego weryzmu) nie tyle chciały pokazywać świat brzydkim, ale po prostu takim, jakim jest. Użycie brzydoty jako samoistnej wartości wystąpiło dopiero w XX wieku, zwłaszcza w nawiązującym do baroku neoklasycyzmie i turpizmie.